# Ferret
Бронеавтомобіль «Ferret» (англ. Ferret armoured car), також автомобіль-розвідник «Ferret» (англ. Ferret scout car) — британська бойова броньована машина, розроблена та виготовлена для рекогностувальних цілей. Ferret виробляла між 1952 і 1971 роками британська компанія Daimler. Протягом усього періоду він широко використовувався полками британської армії, а також полком Королівських повітряних сил і країнами Співдружності.

## Історія
Ferret був розроблений у 1949 році відповідно до вимог британської армії, виданих у 1947 році. Під час Другої світової війни існували «легкі розвідувальні машини», зокрема Daimler Dingo.
Враховуючи свій досвід роботи з успішним Dingo (вироблено 6 626 як один із двох британських бронетранспортерів, вироблених протягом Другої світової війни), Daimler отримав контракт на розробку в жовтні 1948 року, а в червні 1950 року був вироблений перший прототип Car, Scout, 4×4, Liaison (Ferret) Mark 1.
Позначений як FV 701(C), це була одна з кількох версій, схожих на оригінальні автомобілі Daimler Scout, і являла собою базову модель Ferret. Він мав багато схожих конструктивних особливостей з Dingo, зокрема трансмісія H-форми, в якій центральний диференціал усуває втрату тяги через пробуксовку коліс, а паралельні карданні вали значно зменшили висоту транспортного засобу (приблизно еквівалентно висоті гусеничної бойової броньованої машини) порівняно зі звичайними конструкціями бронеавтомобілів.
Подібно до машини Daimler Scout, підвіска Ferret складалася з пар поперечних тяг і одиночних гвинтових пружин, а колеса приводилися в рух шарнірами постійної швидкості Tracta, але Ferret виграв від епіциклічних редукторів, що зменшують навантаження крутного моменту трансмісії, що є важливим для шестициліндрового бензинового двигуна двигуна Rolls-Royce B.60 об'ємом 4,26 літра з водяним охолодженням. З'єднаний гідравлічною муфтою з п'ятиступінчастою епіциклічною коробкою передач попереднього селектора, усі передачі заднього ходу, у своїй початковій формі, Ferret виробляв 116 к.с. (87 кВт) при 3300 об/хв і 129 к.с. при 3750 у своїй остаточній формі.
Це покращене співвідношення потужності до ваги, подовжена колісна база (2,29 м порівняно з 1,98 м у Dingo) і встановлення більших шин 9,00×16 Run flat підвищили швидкість і мобільність на пересіченій місцевості.
Порівняно з Daimler Dingo та канадським Ford Lynx, Ferret має більшу кабіну, безпосередньо змонтовану на корпусі (Ferret набагато шумніший, ніж Dingo, оскільки не має монококового кузова).
Сталева пластина товщиною 6–16 мм захищає екіпаж від осколків снарядів під будь-якими кутами, за винятком безпосередньо над головою, оскільки базова машина була з відкритим верхом і не озброєна, за винятком шести гранатометів переднього пострілу, встановлених на корпусі над передніми колесами (зазвичай для димових шашок), ця особливість є у всіх наступних марках і моделях.
Однак на додачу до особистої зброї екіпажу Ferret зазвичай мав ручний кулемет Bren калібру .303" (7,7 мм) або ручний кулемет Browning калібру .30" (7,62 мм).

### Ferret Mark 2

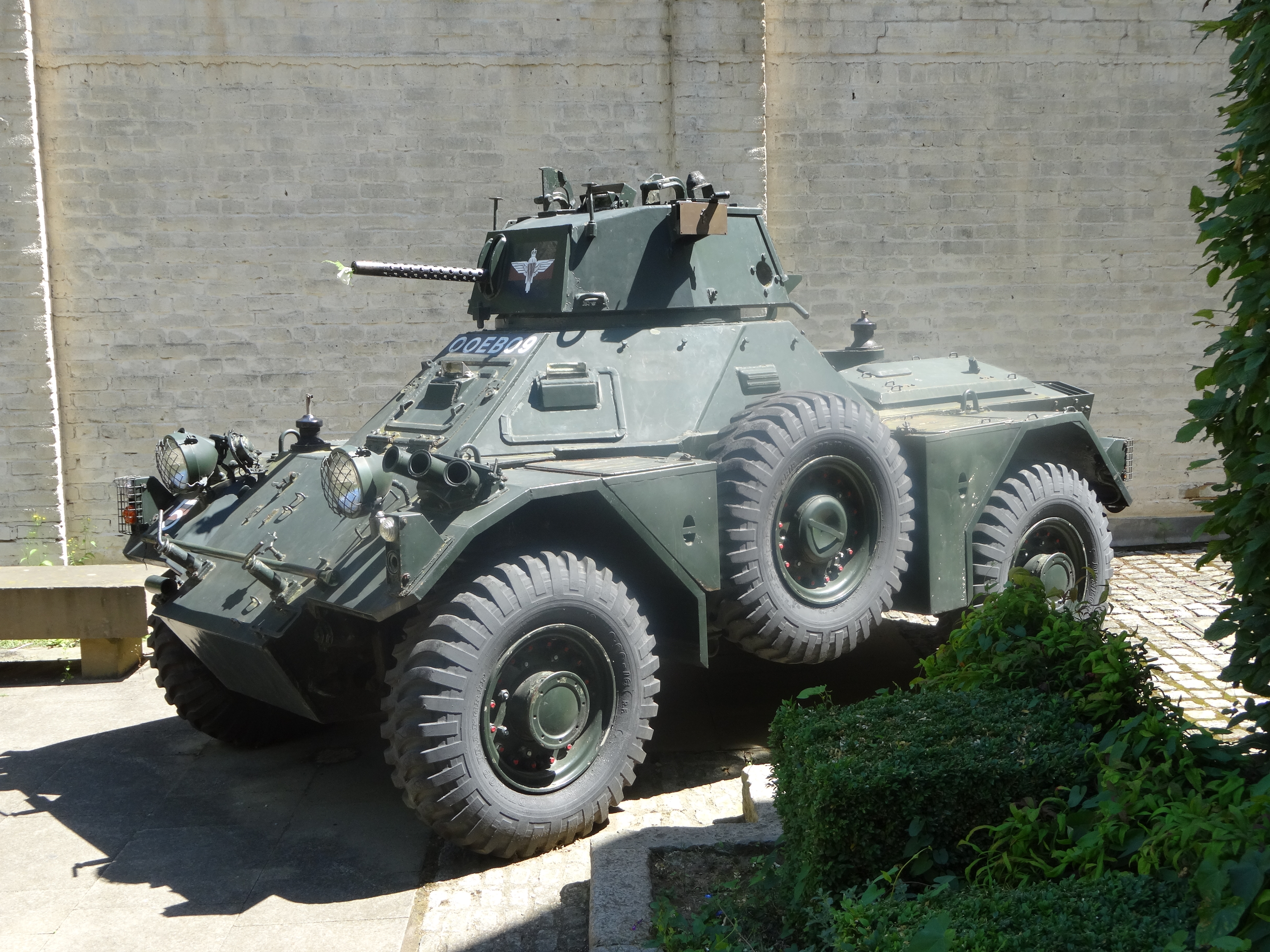
Броньований автомобіль Ferret Mk2 на виставці в в Лондоні

Порівняно з легкоозброєним і захищеним Mark 1, Mark 2 із самого початку був розроблений для встановлення кулемету Browning калібру .30" (7,62 мм) у башті, якою може управляти одна людина. Хоча це забезпечувало кращий захист екіпажу та захищало відкритого навідника, башта збільшила висоту машини.
Ferret Mark 1 і Mark 2 використовувалися австралійськими військовими у 1953-70 роках, після чого австралійські військові продали їх на публічному аукціоні.
За даними американських військових, у 1996 році Ferret використовували 20 національних армій.

## Виробництво
Загалом з 1952 по 1962 рік, коли виробництво було припинено, було виготовлено 4 409 машин Ferret, включаючи 16 субмоделей під різними номерами Mark. Деякі моделі пропонували оновлений двигун, використовуючи потужнішу версію FB60 від Austin Princess 4-Litre-R; це оновлення забезпечує приріст потужності на 55 к.с. (41 кВт) у порівнянні зі стандартним двигуном B60.

## Оператори

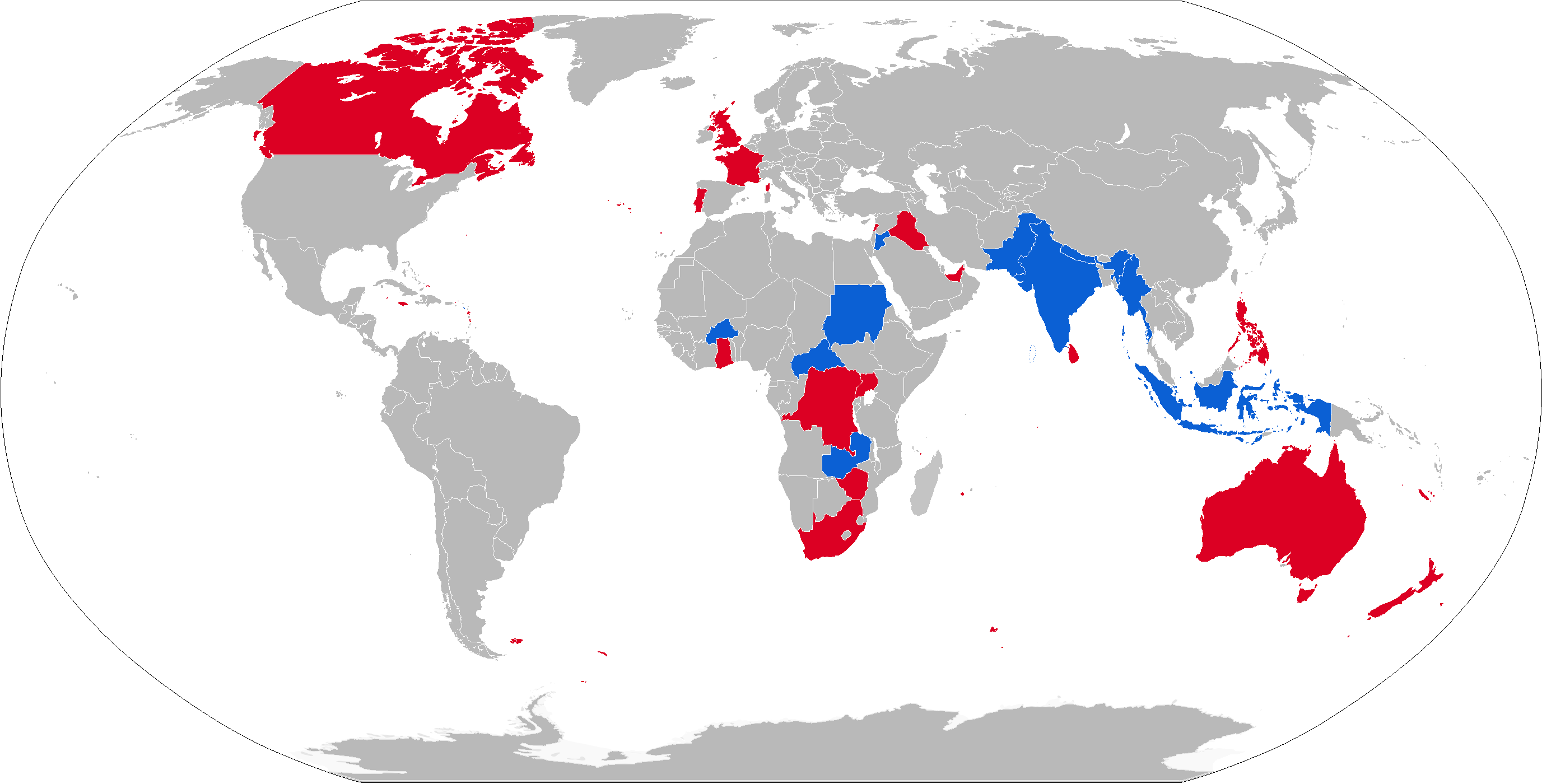
Оператори Ferret позначені синім кольором, а колишні оператори — червоним

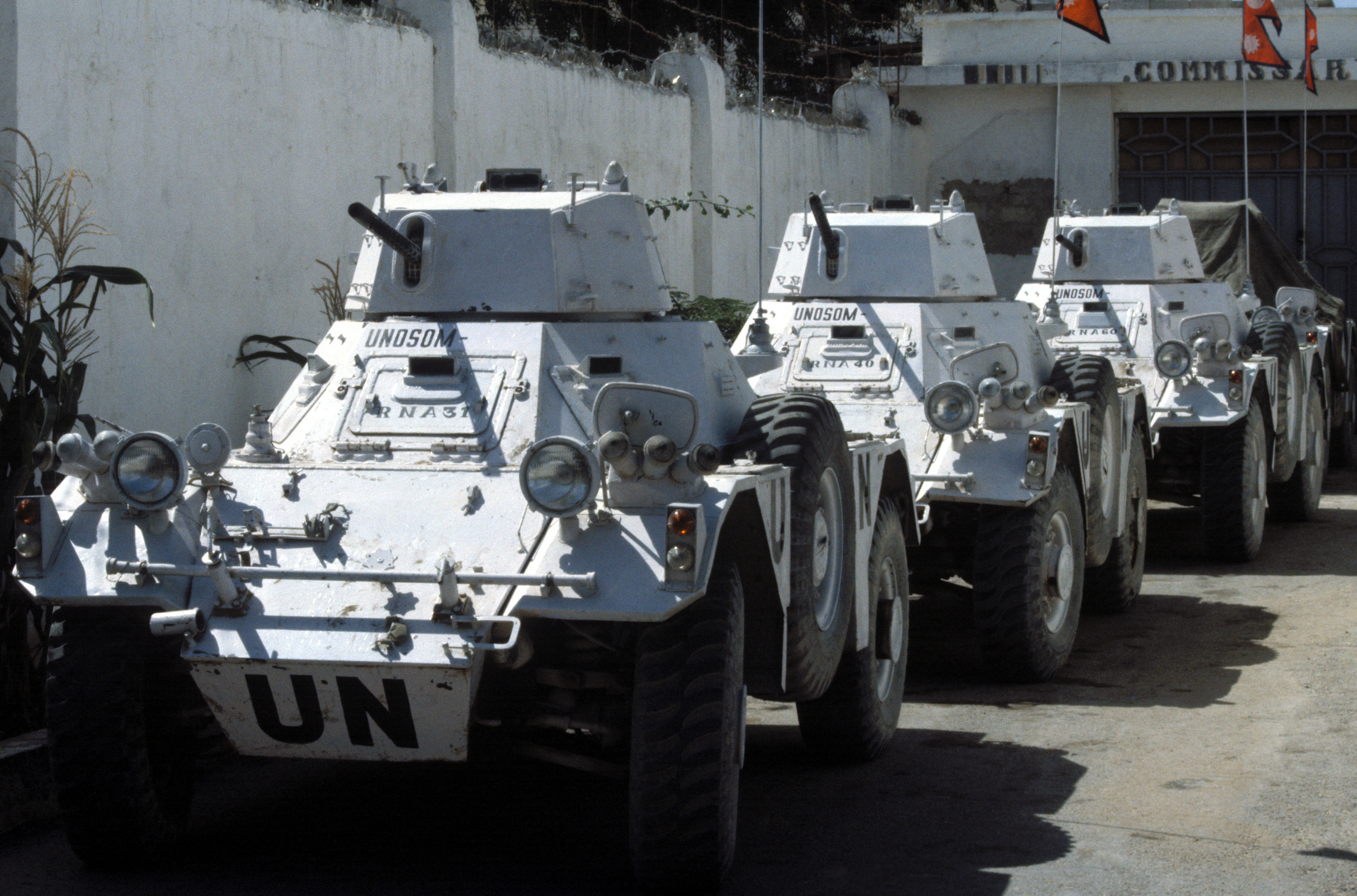
Ferret припарковані біля комплексу ООН під час Місії ООН у Сомалі II

### Поточні оператори
- Абу-Дабі: 65[6]
- Бахрейн: 8[6]
- Буркіна-Фасо: 30[7]
- Бруней[8]
- Камерун: 15[9]
- Центральноафриканська Республіка: 8[10]
- Гамбія: 8[6]
- Індонезія: 55[6]
- Ямайка: 15; варіант Mk 4[6]
- Йорданія: 180[6]
- Кенія: 12[11]
- Кувейт: 90[6]
- Мадагаскар: 10[6]
- Малаві: деякі подаровані Південною Африкою[12][8]
- Непал: 40; варіант Mk 4[6]
- Нігерія: 40[6]
- Оман: 15[6]
- Пакистан: 90[6][13]
- Катар: 10[6]
- Сент-Кіттс і Невіс: 3
- Судан: 40–50[6][14]
- Уганда: 15[6]
- Україна: Принаймні один Mk1 придбаний приватно[15][16], ще декілька одиниць зафіксовано в участі в боях на різних напрямках. (Використання 3-ОШБР під час звільнення Надії,що на Луганщині.)
- Замбія: 28[6]

### Колишні оператори
- Австралія: 265[6]
- Біафра: 1[17]
- Канада: 124[18]
- Франція: 200;[6] ймовірно, замінено на Panhard AML[19]
- Гана: 30[6]
- Британський Гонконг: Використовувався Королівським полком Гонконгу[en][20]
- Іран: 50[6]
- Ірак: 20[6]
- Ліван: 5; можливо, подарований Йорданією[21]
- Лівія: 15[6]
- Малайзія: 92; варіант Mk 2[6] (деякі все ще перебувають на озброєнні Королівської поліції Малайзії)
- Бірма: 45[6]
- Нова Зеландія: 9; варіант Mk 2[6]
- Нідерланди: 6 Mk 2, 1 Mk 1, мала на озброєнні 11 піхотна розвідувальна рота[22]
- Північний Ємен[8]
- Португалія: 32; варіант Mk 4[23]
- Родезія
- Саудівська Аравія: 30[6]
- Сомалі: 18[6]
- ПАР: 231[24]
- Південний Ємен: 15[6]
- Шрі-Ланка: 42[6]
- Велика Британія[21]
- Заїр: 30[6][8]
- Зімбабве: 10[25]

## Варіанти

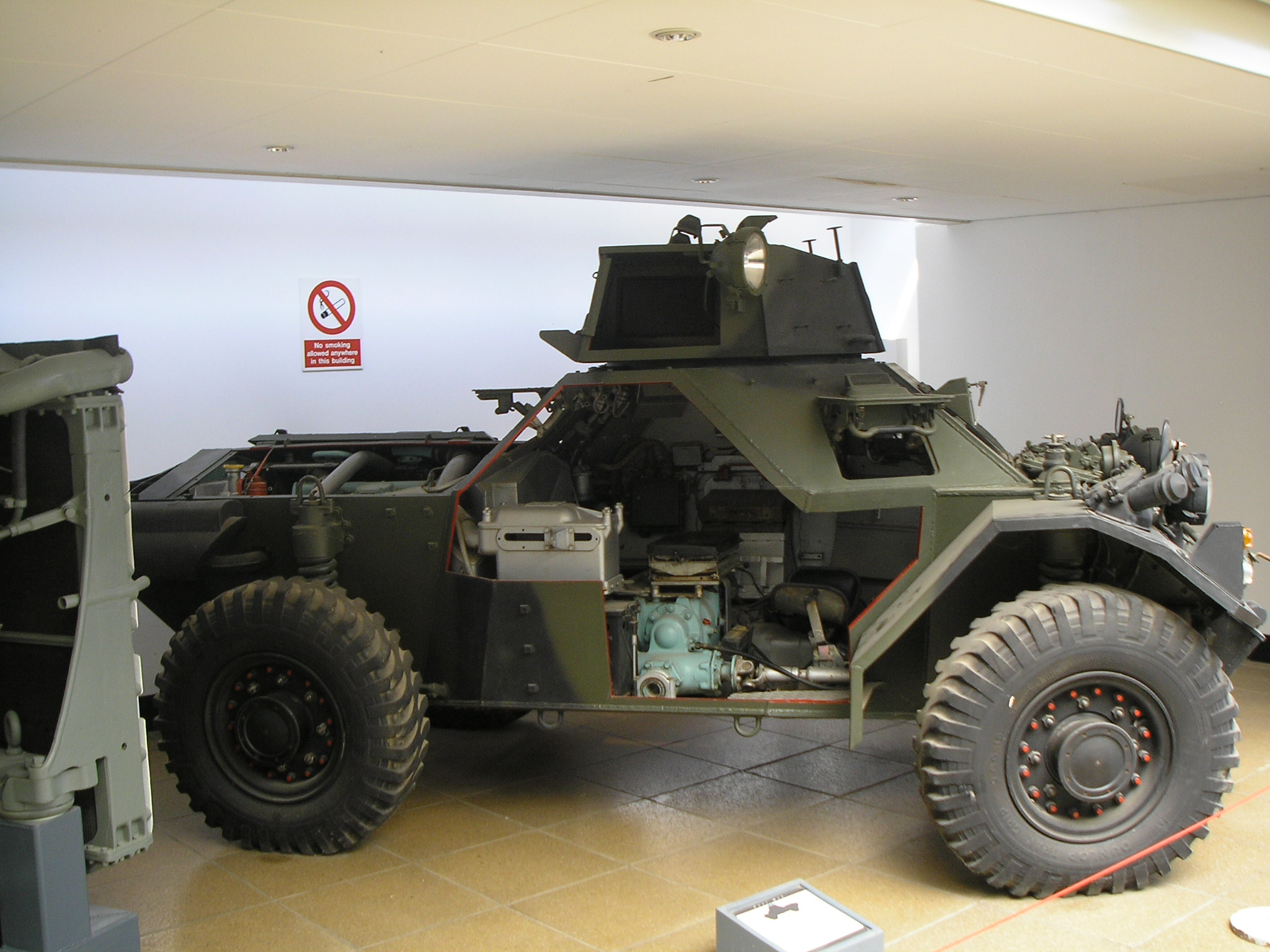
Ferret на виставці в

Існує низка різних моделей Ferret, у тому числі з різним обладнанням, баштою або без башти та озброєні протитанковими ракетами Swingfire. Враховуючи всі марки та експериментальні варіанти, імовірно, було понад 60 різних моделей Ferret.
Mk 1
- FV701C
- Для зв'язкових
- Без башти
- Озброєння .30" (7,62 мм) Browning MG

MK 1/1
- Під час виробництва встановлено товщі бічні та задні листи корпусу
- Герметичний корпус для переходу вбрід
- Озброєння .30" (7,62 мм) Browning MG

Mk 1/2
- Як Mk 1/1, але оснащений фіксованою баштою з відкидними дверима на даху
- Екіпаж з трьох осіб
- Озброєння Bren LMG, пізніше GPMG

Mk 1/2
- Як Mk 1/1, але оснащений флотаційним екраном
- Озброєння .30" (7,62 мм) Browning MG

Mk 2

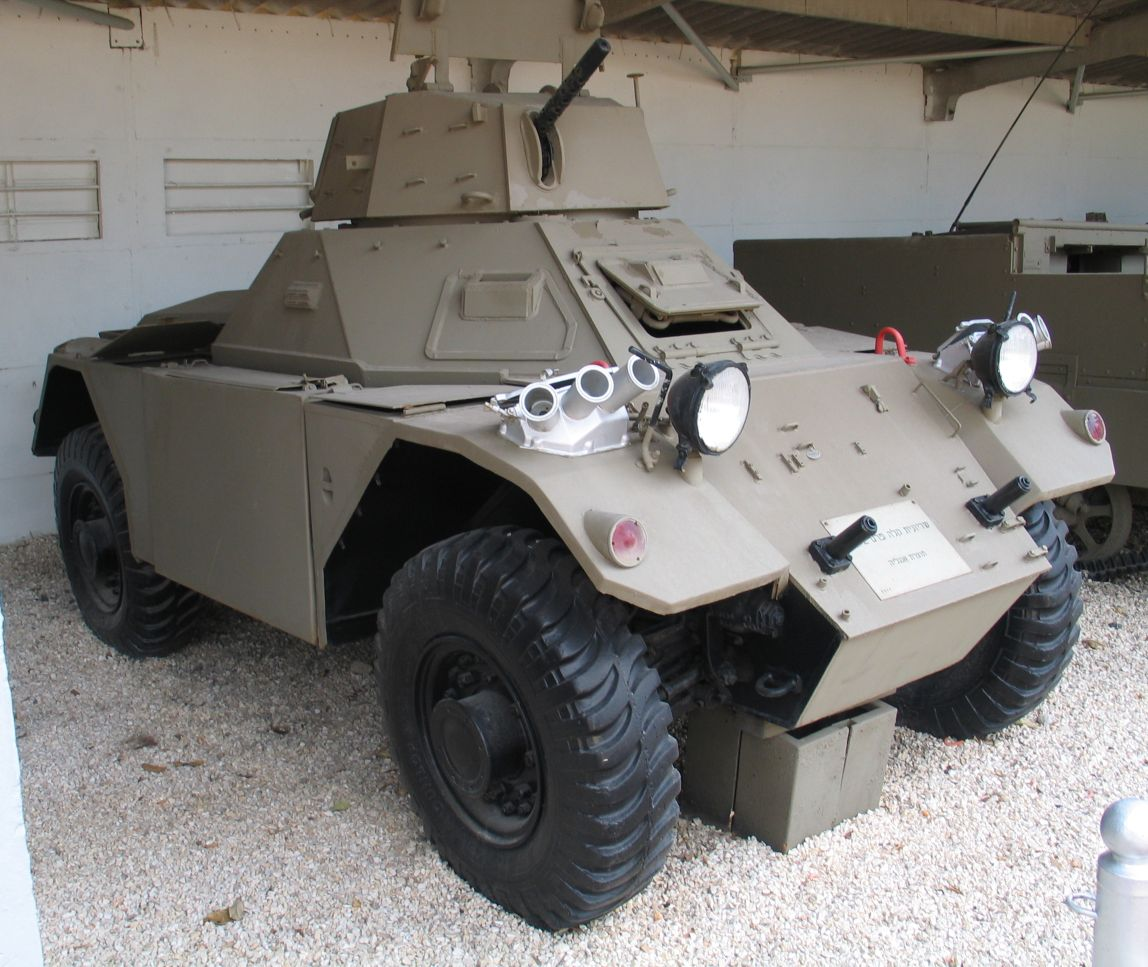
Броньований автомобіль Ferret Mk 2 у музеї Batey ha-Osef, Тель-Авів, Ізраїль

- Оригінальна розвідувальна машина з 2-дверною баштою від БТР Alvis Saracen
- Озброєння .30" (7,62 мм) Browning MG

Mk 2/1
- Оригінальний Mk 1 з 2-дверною баштою від Alvis Saracen APC
- Озброєння .30" (7,62 мм) Browning MG з кріпленням Bren LMG

Mk 2/2
- Оригінальний Mk 1 з подовженим коміром і 3-дверною баштою
- Озброєння .30" (7,62 мм) Browning MG

Mk 2/3
- Як оригінальний Mk 2, але під час виробництва на нього встановили товщі бортові та задні листи корпусу
- Озброєння .30" (7,62 мм) Browning MG

Mk 2/4
- Оригінальний Mk 2, але оснащений привареною накладкою збоку та в задній частині корпусу та башти
- Озброєння .30" (7,62 мм) Browning MG

Mk 2/5
- Як Mk 1 оснащений пластинами з накладкою, як Mk 2/4
- Озброєння .30" (7,62 мм) Browning MG з кріпленням Bren LMG

MK 2/6
- FV703
- Як Mk 2/3, переобладнаний як носій протитанкової ракети Vigilant
- Озброєння .30" (7,62 мм) Browning MG і чотири ракети, встановлені в ящиках, по дві з кожного боку башти
- Використовувався британською армією та використовується Абу-Дабі

Mk 2/7
- FV701

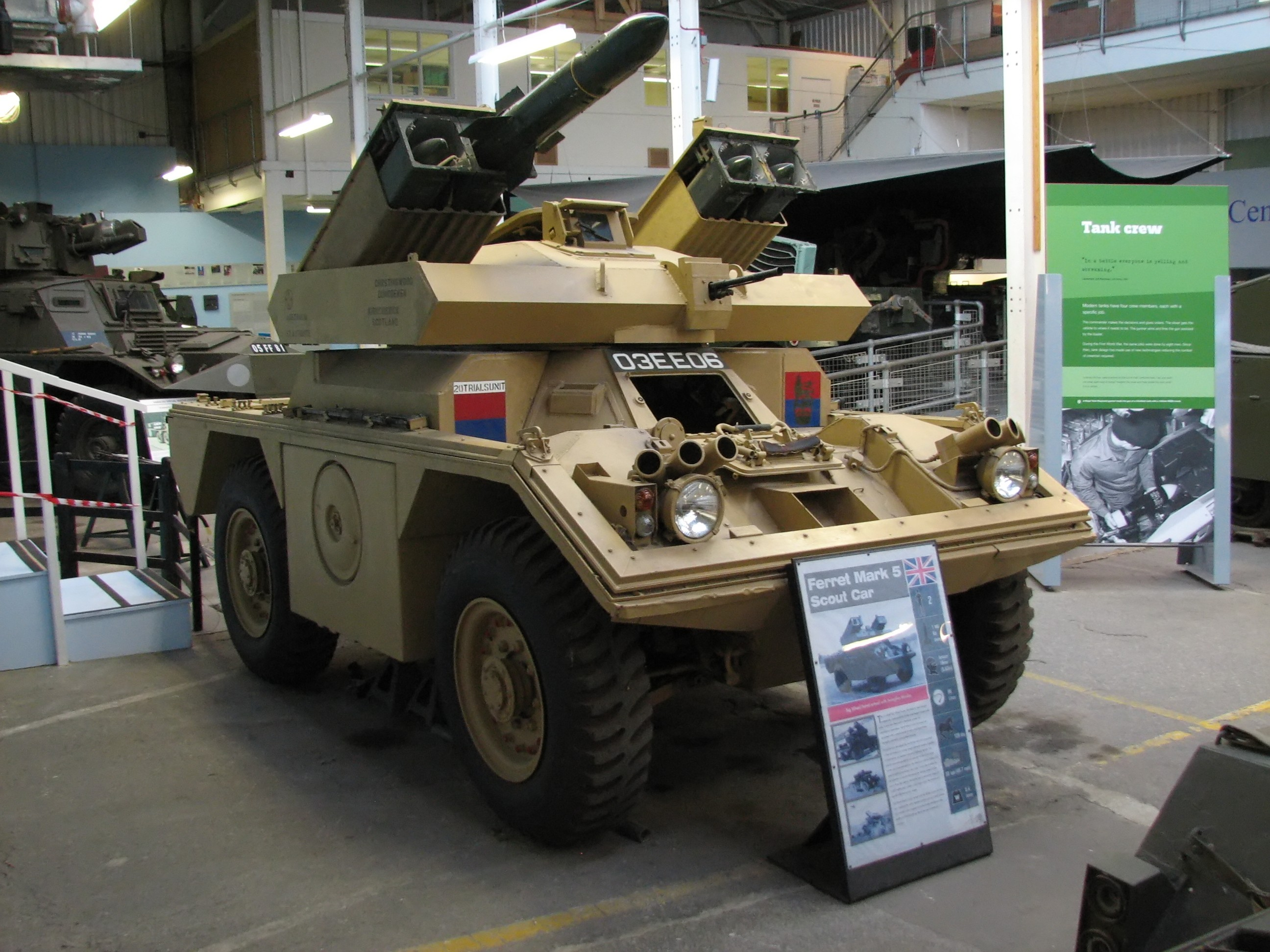
Ferret Mk 5 у, Бовінгтон

- Як Mk 2/6, але без протитанкових ракет Vigilant (які були зняті з озброєння)

Mk 3
- Базовий корпус для Mk 4 і 5
- Більші колеса
- Важча броня
- Потужніша підвіска
- Флотаційний екран

Mk 4
- FV711
- Розвідувальна машина з 2-дверною баштою від БТР Alvis Saracen
- Перероблена Mk 2/3 за новою специфікацією
- Озброєння .30" (7,62 мм) Browning MG

Mk 5
- FV712
- Корпус від Mk 3 з незвичайною широкою плоскою баштою для ПТРК Swingfire і кулемету L7 GPMG

Ferret 80